# The Urbz: Sims in the City
The Urbz: Sims in the City é um jogo eletrônico da série The Sims lançado para GameCube, PlayStation 2, Xbox, Game Boy Advance e Nintendo DS.

## Jogabilidade
O objetivo do jogo é ir a cada um dos nove distritos e construir sua reputação (chamado "Rep", in-game). Rep é uma medida de quão popular é um personagem, como um personagem ganha mais notoriedade, tenham acesso aos apartamentos maiores e diferentes bairros. No final, o personagem vai ter o maior apartamento e poder visitar qualquer um dos Distritos.
Além de ganhar Rep, o jogador também deve se certificar de que seu personagem tem suas necessidades satisfeitas, e para aumentar as habilidades do personagem, jogando mini-games. A quantidade de dinheiro Sims podem fazer com os vários trabalhos em cada um dos distritos é determinado pelo que as habilidades que eles nivelado acima. À medida que o jogo avança, os jogadores irão receber mensagens para o aluguel de Dario, o Sim com o mais alto representante na cidade, e começar a programar a sua XAM. Além disso, outros desafios, como ajudar Sims (ou Urbz) obter dinheiro de pessoas, ou tirando fotos de Urbz.
O jogador será dado tarefas diferentes, dependendo do distrito. As funções são variadas, incluindo a satisfação das necessidades, fornecendo um apartamento, edifício, o domínio de um emprego, fazer amigos e ajudar os outros.

## Recepção
O Jogo recebeu críticas em geral favoráveis, com uma média de 70,6%, segundo a Game Rankings
- IGN: 7.5 a 10:[1]
- GameSpot 7.3 a 10[2]
- GameSpy 4 a 5[3]
- X-Play 3 a 5[1]
- Nota: Estas são as notas para a versão de PS2.